# Slag bij El-Mansoera
De Slag bij El-Mansoera werd tussen 8 februari en 11 februari 1250 uitgevochten tussen de kruisvaarders, geleid door Lodewijk IX van Frankrijk tegen de Ajjoebiden onder leiding van emirs Fakhr-ad-Din Yussuf, Faris ad-Din Aktai en Baibars al-Bunduqdari.

## Achtergrond
Bij het naderen van het einde van de eerste helft van de 13e eeuw, waren de kruisvaarders ervan overtuigd dat Egypte, wat inmiddels de beschermplek van de islam was geworden, een obstakel geworden was voor het her-innemen van Jeruzalem, wat ze voor de tweede keer waren kwijt geraakt in 1244. In 1245, gedurende het Eerste Concilie van Lyon, gaf paus Innocentius IV zijn volledige steun aan de Zevende Kruistocht die werd voorbereid door koning Lodewijk IX van Frankrijk.
Het doel van de Zevende Kruistocht was om de Ajjoebiden-dynastie omver te werpen en te vernietigen in zowel Egypte als Syrië en Jeruzalem in christelijke handen te krijgen. Om hun doelen te bereiken, probeerden de kruisvaarders de Mongolen te overtuigen om bondgenoten te worden tegen de moslims, zodat ze het gebied konden omsingelen en de islamitische gemeenschap zowel in het Westen als in het Oosten konden aanvallen. Het antwoord van Güyük Khan, de grote leider van de Mongolen, was wel dat de paus en de kruisvaardersvorsten van Europa zich aan de Mongolen moesten onderwerpen.
De schepen van de Zevende Kruistocht voeren vanuit verschillende Franse havens uit, zoals Aigues-Mortes en Marseille naar Cyprus gedurende de herfst van 1248, en vandaar in 1249 naar Egypte, geleid door koning Lodewijk IX en zijn broers Karel van Anjou en Robert van Artesië. De schepen naderden de Egyptische wateren en de krijgsmacht van de Zevende Kruistocht ontscheepte bij Damietta op juni 1249. Lodewijk IX zond een brief naar sultan As-Salih Ayyub. Emir Fakhr ad-Din Yussuf, de commandant van het Ajjoebiden-garnizoen in Damietta, trok zich terug naar het kamp van de sultan in Ashmum-Tanah, wat een grote onrust veroorzaakte bij de bevolking binnen Damietta, een deel van de bevolking vluchtte zelfs de stad uit, achterlatend een intacte brug die de westbank verbond over de Nijl. De kruisvaarders gingen vervolgens over deze brug en namen de stad Damietta in, dat merendeels verlaten bleek. Na het vernemen van het nieuws van de val van Damietta, werd de noodtoestand binnen Egypte uitgeroepen en vele strijdkrachten kwamen vanuit het hele land richting de gevechtszone. Voor vele weken werden er een guerrillaoorlog op het kruisvaarderskamp uitgevochten, veel kruisvaarders werden gevangengenomen en naar Caïro gebracht. Toen het kruisvaardersleger werd versterkt door de komst van Alfons van Poitiers, de derde broer van koning Lodewijk IX bij Damietta en de tegenstanders juist werden ontmoedigd door het vernemen van het nieuws dat hun sultan as-Salith Ayyub was overleden, begonnen de kruisvaarders naar Caïro te marcheren. Shajar al-Durr, de weduwe van de dode sultan, probeerde het nieuws aan de bevolking te verbergen en zond in het geheim Faris ad-Din Aktai naar Hasankeyf om Turanshah, de zoon en erfgenaam naar Caïro te halen om de troon te bestijgen en het Egyptisch leger te leiden.

## Slag
Bij het arriveren bij het kanaal van Ashum (vandaag de dag beter bekend als Albahr Alsaghir) waren de kruisvaarders gescheiden van het moslimkamp aan de overkant van het water van het kanaal. Met de hulp van lokale medestanders die de kruisvaarders vernauwingen in het kanaal aanwezen, ging een groep onder leiding van Robert I van Artesië en William van Salisbury het kanaal over om een geheime aanval op het Egyptisch kamp bij Gideila (2 kilometer van El-Mansoera) uit te voeren. Het leiderschap van Egypte was tijdelijk doorgegeven aan mammelukkenleiders Faris ad-Din Aktai en Baibars al-Buduqdari, die erin slaagden een behouden reorganisatie door te voeren onder de moslimstrijdkrachten. Dit werd de eerste verschijning van een overmachtig mammelukkenleiderschap binnen Egypte. De weduwe Shajar al-Durr die het leiderschap over heel Egypte tijdelijk had, stemde in met het plan van Baibars om Al Mansurah te verdedigen. Baibars gaf het bevel om een van de stadspoorten open te houden zodat de kruisvaarders de stad binnen konden komen. De kruisvaarders onder Robert van Artois haastten zich naar binnen en dachten dat de stad verlaten was, om vervolgens te ondervinden dat ze in een hinderlaag gelokt waren. De kruisvaarders werden vervolgens belaagd van alle kanten door de Egyptische strijdkrachten en plaatselijke bewoners, waardoor ze zware verliezen leden. Robert die in een van de huizen vluchtte en William van Salisbury vonden de dood, samen met de velen ridders en Tempeliers. Alleen vijf Tempelierridders wisten levend te ontsnappen. De overige kruisvaarders die bij het kanaal lagen te wachten, moesten gedwongen terugkeren naar hun basiskamp, waar greppels en obstakels werden gemaakt als verdedigingswerken tegen de vijand. In de vroege ochtend van 11 februari lanceerden de moslims een aanval op het Frankische kruisvaarderskamp, ze wisten deze aanval van de Egyptenaren te weer staan, maar er volgde een bedreigend beleg op het kamp. Op 27 februari arriveerde de nieuwe sultan genaamd Turanshah in El-Mansoera om het Egyptische leger te leiden. Schepen werden over land getransporteerd en in de Nijl gedropt achter de kruisvaardersschepen, om zo de doorgang te blokkeren voor versterkingen uit Damietta. De Egyptenaren die Grieks vuur gebruikten vernielden en grepen een hoop schepen en belegerden vervolgens het kamp van de kruisvaarders, die binnen het kamp leden aan honger en ziektes. Uit wanhoop deserteerden sommige kruisvaarders en liepen over naar de moslims.
Ondanks de grote nederlaag van zijn strijdkrachten en het feit dat hij helemaal omsingeld was, probeerde koning Lodewijk IX onderhandelingen met de Egyptenaren te bereiken en wilde Damietta ruilen voor de stad Jeruzalem en wat kleinere plaatsen aan de Syrische kust. Het aanbod werd afgewezen door de Egyptenaren, waarna er geen andere keus meer was dan te vluchten voor de kruisvaarders naar Damietta. Onder de dekking van de nacht op 5 april, gevolgd door moslimstrijdkrachten, kwam het tot de Slag bij Fariskur, de laatste veldslag in de Zevende Kruistocht. Het overige kruisvaardersleger werd compleet verslagen en koning Lodewijk IX werd op 6 april gevangengenomen.
Later, toen het nieuws Europa bereikte over het verslagen Franse leger en de gevangenschap van koning Lodewijk IX, ontstond er op eens een nogal hysterische opgezette beweging onder de naam de Herderskruistocht opkomend in Frankrijk.

## Nasleep
Volgens de middeleeuwse moslimhistorici vielen er tussen de vijftien en dertigduizend doden bij de Franken op het slagveld en duizenden werden gevangengenomen. Lodewijk IX van Frankrijk werd gevangengenomen in het nabijgelegen dorp Moniat Abdallah (het huidige Meniat el-Nasr), geboeid en afgevoerd in het huis van Ibrahim Ibn Lokman, de kanselier van de sultan en onder bewaking van Sobih al-Moazami. De konings broers Karel van Anjou en Alfons van Poitiers werden ongeveer tegelijk gevangengenomen en deelden hetzelfde onderkomen met andere Fransen vorsten. De sultan zorgde voor hun onderhoud. Buiten het dorp werd een kamp opgezet om de rest van de gevangenen vast te houden. Lodewijk IX werd vrijgelaten voor een borgsom van 400.000 dinar, nadat hij had beloofd nooit meer terug te keren naar Egypte. Lodewijk gaf Damietta over en vertrok vervolgens naar Akko met zijn broers en circa 12.000 oorlogsgevangenen, die de Egyptenaren beloofden ook vrij te laten. Zijn vrouw, koningin Margaretha van Provence, die ondertussen een kind genaamd Jean Tristan had gebaard en leed aan nachtmerries, vertrok een aantal dagen eerder vanuit Damietta naar Akko.